# Спасс-Помазкинский сельсовет
Спасс-Помазкинский сельсовет — упразднённая административно-территориальная единица, существовавшая на территории Московской губернии и Московской области до 1939 года.
Спасский сельсовет возник в первые годы советской власти. По состоянию на 1922 год он входил в Яропольскую волость Волоколамского уезда Московской губернии.
В 1924 году из Спасского с/с выделился Захарьинский с/с.
По данным 1926 года в состав сельсовета входили 3 населённых пункта — Спасское, Помазкино и посёлок Прогресс.
В 1929 году Спасский с/с был переименован в Спасс-Помазкинский сельсовет. При этом он был отнесён к Волоколамскому району Московского округа Московской области.
17 июля 1939 года Спасс-Помазкинский с/с был упразднён. При этом его территория была передана в Алферьевский с/с.